# Scyliorhinus tokubee
Scyliorhinus tokubee  (лат.) — вид хрящевых рыб семейства кошачьих акул отряда кархаринообразных. Эндемик побережья полуострова Идзу, северо-восток Хонсю, Япония. Эти акулы встречаются глубине 100—317 м. Данных для оценки состояния сохранности вида недостаточно.

## Таксономия
Впервые вид описан в японском ихтиологическом журнале в 1992 году. Голотип представляет собой взрослого самца длиной 41,3 см, пойманного у берегов Ширагамы, полуостров Идзу, в 1986 году. Паратипы: три взрослых самца длиной 38,5 см, 38 см и 38,8 см, и взрослая самка длиной 38,8 см, пойманные там же и тогда же. Видовой эпитет дан по названию японской рыбацкой лодки.

## Ареал
Вид обитает в северо-восточной части Тихого океана, у южного побережья полуострова Идзу, юго-восточный Хонсю, Япония. Эти акулы встречаются на глубине 100—317 м.

## Описание
Максимальная длина 41,3 см. Окраска тусклого коричневого цвета со светлыми пятнами. Крупная голова. Спинные плавники сдвинуты к хвосту.

## Биология
Этот вид акул размножается, откладывая яйца. Плацентарная связь с матерью отсутствует, эмбрионы питаются исключительно за счёт желтка. Самцы и самки достигают половой зрелости при длине 35—41 см и 35—38 см соответственно, приблизительно в возрасте 5 лет. В неволе эти акулы откладывают яйца круглый год. Спаривание происходит с марта по июнь. Яйцевые капсулы имеют длину около 4,5 см.

## Взаимодействие с человеком
Не представляет опасности для человека. Коммерческой ценности не имеет. В качестве прилова попадает в сети при коммерческой добыче камбалы. Данных для оценки статуса сохранности недостаточно.